# Jardin zoologique de Garoua
 (janvier 2022).
Le Jardin zoologique de Garoua est un jardin zoologique et botanique situé à Garoua, au Cameroun.

## Histoire
Le parc zoologique test mis en place en juillet 2020,.

## Espèces animales présentées au zoo
Lion, chimpanzé, gazelle à front roux, python royal, crocodile du Nil, pygargue vocifer, hyène tachetée ,grue couronne ,dromadaire, chacal à flanc rayé, cobra des forêts, vervet.